# OGI Mérnöki Tudományok Intézete
Az OGI Mérnöki Tudományok Intézete az Oregoni Egészségtudományi Egyetem szervezeti egysége volt az Amerikai Egyesült Államok Oregon államának Hillsboro városában, amely 2001-ben jött létre az Oregon Graduate Institute beolvadásával. Négy karának 330 hallgatója volt. 2008-ban neve Mérnöki Tudományok Tanszékére változott, 2010-ben pedig megszűnt, képzései más szervezeti egységekben folynak tovább.

## Története
Az OGI-t az állami törvényhozás 1963-ban alapította a csúcstechnológiás ipar gyors növekedésére válaszul. A Tektronix társalapítója, Howard Vollum kétmillióval járult hozzá az intézmény megalapításához, végrendeletében pedig 14,8 millió dollárt hagyott az iskolára. Az 1968-ban megvásárolt Washington megyei campust 1969. augusztus 15-én avatta fel Mark Hatfield szenátor.
1988-tól az Oregon Center for Advanced Technology Education egyes képzései az OGI-n folytak. Az 1990-es években az iskola kiadta ezredik diplomáját, a kutatások folytatására pedig százmillió dollár szövetségi támogatást nyert el. 2001-ben az OHSU-ba olvadt, 2006-tól pedig megkezdődött a hillsborói campus kiürítése, amit később lebontottak.

## Oktatás
Az OGI-n orvosbiológiai, informatikai és molekuláris biológiai képzések folytak. A 330 hallgató harmada PhD-tanulmányokat folytatott. 250 hallgató diplomán kívüli képzésben vett részt.
Az összeolvadás óta főleg komplex egészségügyi kérdésekkel foglalkoznak, emellett menedzserképzés is folyik. Az intézményben korábban több kutatóközpont is működött. 2004-ben az oktatók egy része a Portlandi Állami Egyetemre távozott.

## Fordítás
- Ez a szócikk részben vagy egészben  az   OGI School of Science and Engineering című angol Wikipédia-szócikk ezen változatának fordításán alapul.  Az eredeti cikk szerkesztőit annak laptörténete sorolja fel. Ez a jelzés csupán a megfogalmazás eredetét és a szerzői jogokat jelzi, nem szolgál a cikkben szereplő információk forrásmegjelöléseként.